# Cyrille Mubiala Kitambala
Cyrille Mubiala Kitambala (ur. 7 lipca 1974 w Kinszasie) – piłkarz z Demokratycznej Republiki Konga grający na pozycji środkowego obrońcy.

## Kariera klubowa
Karierę piłkarską Kitambala rozpoczął w klubie CS Style du Congo. W 1994 roku zadebiutował w jego barwach w pierwszej lidze Demokratycznej Republiki Konga. Grał w nim do końca 1998 roku, a w 1999 roku przeszedł do AS Dragons Kinszasa. Z kolei w 2000 roku został piłkarzem AS Vita Club z Kinszasy. W 2001 roku zdobył z nim Puchar Demokratycznej Republiki Konga, a w 2003 roku wywalczył mistrzostwo kraju.
W połowie 2003 roku Kitambala trafił do Ajaksu Kapsztad z Republiki Południowej Afryki. W 2004 roku wywalczył z Ajaksem wicemistrzostwo Premier Soccer League. Po 3 latach spędzonych w Ajaksie Kongijczyk odszedł do innego pierwszoligowego klubu, Bloemfontein Celtic. W 2007 roku zdobył z nim Telkom Charity Cup. Latem 2009 roku w barwach Bloemfontein zakończył karierę piłkarską.
| Sezon   | Klub                | Kraj                          | Rozgrywki      | Mecze | Bramki |
| ------- | ------------------- | ----------------------------- | -------------- | ----- | ------ |
| 1994    | CS Style du Congo   | Demokratyczna Republika Konga | Linafoot       | ?     | ?      |
| 1995    | CS Style du Congo   | Demokratyczna Republika Konga | Linafoot       | ?     | ?      |
| 1996    | CS Style du Congo   | Demokratyczna Republika Konga | Linafoot       | ?     | ?      |
| 1997    | CS Style du Congo   | Demokratyczna Republika Konga | Linafoot       | ?     | ?      |
| 1998    | CS Style du Congo   | Demokratyczna Republika Konga | Linafoot       | 28    | 0      |
| 1999    | AS Dragons Kinszasa | Demokratyczna Republika Konga | Linafoot       | 27    | 1      |
| 2000    | AS Vita Club        | Demokratyczna Republika Konga | Linafoot       | 31    | 2      |
| 2001    | AS Vita Club        | Demokratyczna Republika Konga | Linafoot       | 27    | 1      |
| 2002    | AS Vita Club        | Demokratyczna Republika Konga | Linafoot       | 30    | 4      |
| 2003    | AS Vita Club        | Demokratyczna Republika Konga | Linafoot       | ?     | ?      |
| 2003/04 | Ajax Kapsztad       | Południowa Afryka             | Premier League | 27    | 3      |
| 2004/05 | Ajax Kapsztad       | Południowa Afryka             | Premier League | 17    | 0      |
| 2005/06 | Ajax Kapsztad       | Południowa Afryka             | Premier League | 21    | 4      |
| 2006/07 | Bloemfontein Celtic | Południowa Afryka             | Premier League | 13    | 3      |
| 2007/08 | Bloemfontein Celtic | Południowa Afryka             | Premier League | 18    | 0      |
| 2008/09 | Bloemfontein Celtic | Południowa Afryka             | Premier League | 21    | 0      |

## Kariera reprezentacyjna
W reprezentacji Demokratycznej Republiki Konga Kitambala zadebiutował w 2002 roku. W 2004 roku podczas Pucharze Narodów Afryki w Tunezji zagrał w 3 meczach z: Gwineą (1:2), Tunezją (0:3) i Rwandą (0:1). Natomiast w 2006 roku rozegrał 2 spotkania w Pucharze Narodów Afryki 2006: z Kamerunem (0:2) i ćwierćfinale z Egiptem (1:4). Od 2002 do 2006 roku rozegrał w kadrze narodowej 23 spotkania i strzelił 1 gola.